# Wit-Russische Socialistische Hramada
De Wit-Russische Socialistische Hramada (Wit-Russisch: Беларуская Сацыялістычная Грамада, БСГ; Biejalaruskaja Sacijalistijtsjnaja Hramada, BSH) (Hramada = Unie, raad) was een Wit-Russische revolutionaire beweging.
De BSH ontstond in december 1903 uit de in 1902 opgerichte Wit-Russische Revolutionaire Hramada. Na de Russische Revolutie van 1905 werd er een krant gesticht, Nasha Niva ("Onze Natie"). De BSH was zowel socialistisch (niet-marxistisch) als nationalistisch.
Het Centraal Comité van de BSH werd sinds 1905 geleid door: Anton Łuckievič, Ivan Łuckievič (twee broers), Alaksandar Ułasaŭ, Vacłaŭ Ivanoŭski en Alaksandar Burbis. 
Na de Russische Revolutie van 1917 riep de BSH het Eerste Algehele Wit-Russische  Congres bijeen, waaruit later de Grote Wit-Russische Rada (Wit-Russische regering) werd gevormd. Op 25 maart 1918 riepen leiders van de Rada de Democratische Republiek Wit-Rusland uit. Deze republiek werd ten val gebracht door het Rode Leger waarop de BSH werd verboden en alleen nog de Wit-Russische Communistische Partij werd toegestaan. 
Een illegale BSH bestond nog enige tijd in het buitenland. De radicale vleugel vormde de Wit-Russische Boeren en Arbeiders Hramada. De Wit-Russische Boeren en Arbeiders Hramada streefde een socialistische en onafhankelijke republiek Wit-Rusland na en waren tegen de Sovjet-Unie. Sommige leden van de BSH verzoenden zich met de communistische leiders in Moskou, maar veel van hen kwamen tijdens zuiveringen van Stalin om.
Tijdens haar bestaansgeschiedenis vonden er vier congressen van de BSH plaats, in december 1903, januari 1906, 25 maart 1917 en 4 juni 1917.